# Krzyż Gdański

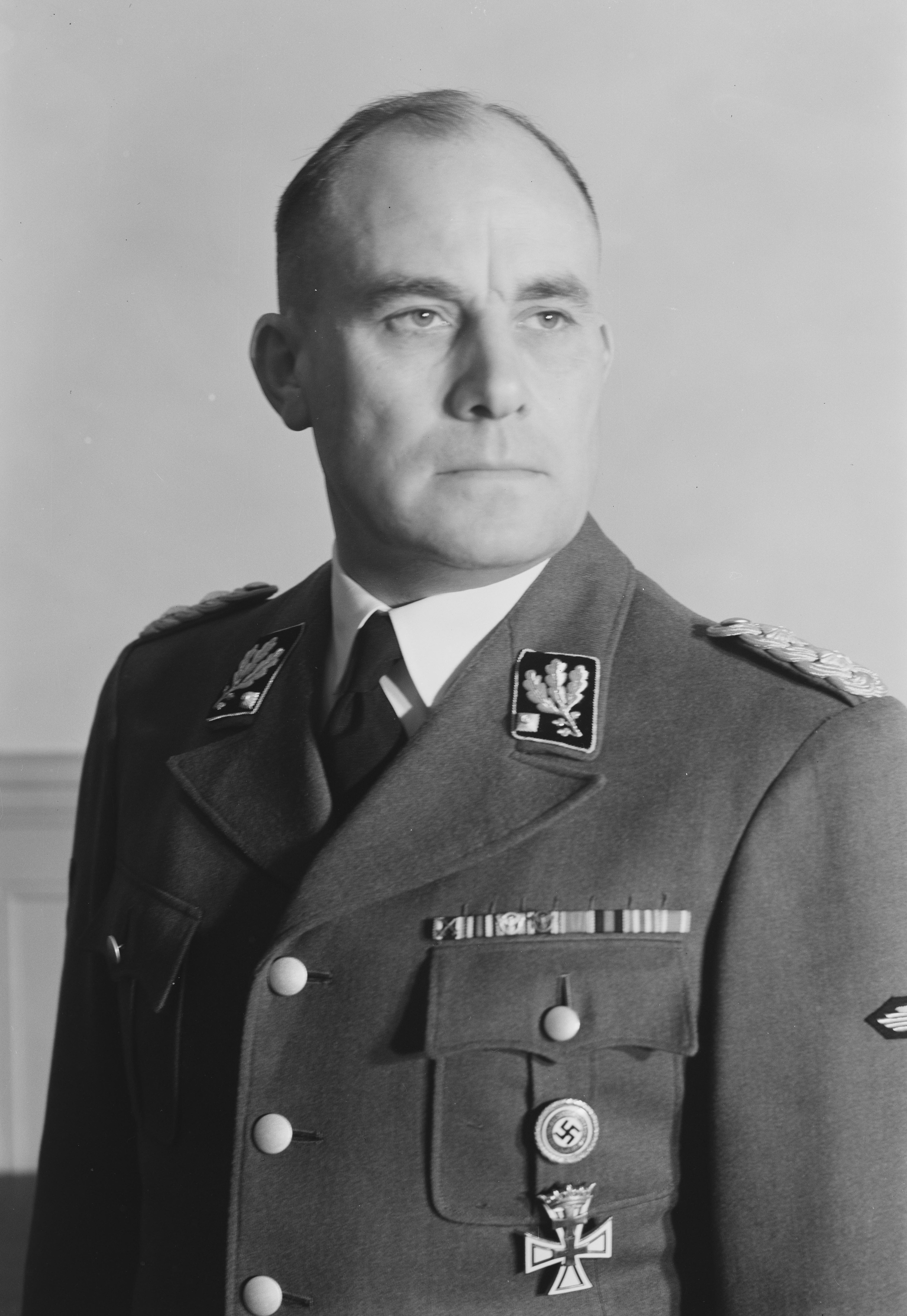
Ogruf. Wilhelm Redieß z Krzyżem Gdańskim (pod Odznaką Złotą Partii).

Krzyż Gdański (niem. Danziger Kreuz, właśc. Kreuz von Danzig) – odznaczenie ustanowione 31 sierpnia 1939 przez Gauleitera NSDAP i samozwańczą „Głowę Wolnego Miasta Gdańska” (Staatsoberhaupt) – Alberta Forstera jako wyróżnienie za „chwalebną służbę w budowaniu narodowosocjalistycznej partii w Wolnym Mieście”.

## Historia
Krzyż Gdański był odznaczeniem rangi orderu, przyznawanym za zasługi dla rozwoju partii nazistowskiej w Gdańsku. Odznaczano nim również żołnierzy walczących we wrześniu 1939 (m.in. SS-mannów z SS Heimwehr Danzig) oraz gdańskich działaczy NSDAP, a także niektórych prominentów III Rzeszy niezwiązanych z Gdańskiem. Łącznie nadano 88 orderów I klasy i 253 II klasy. Większość odznaczeń nadano 24 października 1939, choć według niektórych źródeł na wszystkich dyplomach nadania widnieje data 31 sierpnia 1939.

## Opis odznaki
Order dzielił się na II klasy. Odznaka I klasy miała formę lekko wypukłego krzyża przypinanego na agrafkę, a odznaka II klasy była płaska i noszono ją na wstążce.
Odznaką orderu był krzyż pokryty białą emalią ze złoconymi brzegami. Na górne ramię krzyża nałożony był złocony herb Gdańska. Krzyż II klasy zawieszony był na jedwabnej wstążce koloru czerwonego z białymi paskami wzdłuż brzegów i wąskimi żółtymi paskami na skraju, przy czym biały i żółty pasek przedzielone były wąskim paskiem czerwonym.
Odznakę krzyża zaprojektował prof. Benno von Arent, a producentem była firma „Hülse” z Berlina.

## Odznaczeni (lista niepełna)
- Hermann Göring
- Reinhard Heydrich
- Joachim von Ribbentrop
- Fritz Todt
- Franz Xaver Schwarz
- Joseph Goebbels